# Скайлервілл (Нью-Йорк)
Скайлервілл (англ. Schuylerville) — селище (англ. village) в США, в окрузі Саратога штату Нью-Йорк. Населення — 1370 осіб (2020).

## Географія
Скайлервілл розташований за координатами 43°6′4″ пн. ш. 73°34′52″ зх. д. / 43.10111° пн. ш. 73.58111° зх. д. (43.100977, -73.581243).  За даними Бюро перепису населення США в 2010 році селище мало площу 1,52 км², з яких 1,38 км² — суходіл та 0,14 км² — водойми.

## Демографія
Згідно з переписом 2010 року, у селищі мешкало 1386 осіб у 593 домогосподарствах у складі 356 родин. Густота населення становила 911 осіб/км².  Було 663 помешкання (436/км²).
Расовий склад населення:
| - 96,4 % — білих - 1,2 % — чорних або афроамериканців - 0,6 % — азіатів - 0,1 % — корінних американців |

До двох чи більше рас належало 0,9 %. Частка іспаномовних становила 3,3 % від усіх жителів.
За віковим діапазоном населення розподілялося таким чином: 23,8 % — особи молодші 18 років, 62,9 % — особи у віці 18—64 років, 13,3 % — особи у віці 65 років та старші. Медіана віку мешканця становила 37,1 року. На 100 осіб жіночої статі у селищі припадало 89,3 чоловіків;  на 100 жінок у віці від 18 років та старших — 85,9 чоловіків також старших 18 років.
Середній дохід на одне домашнє господарство  становив 59 272 долари США (медіана — 54 766), а середній дохід на одну сім'ю — 67 055 доларів (медіана — 59 861). Медіана доходів становила 50 956 доларів для чоловіків та 32 574 долари для жінок. За межею бідності перебувало 11,0 % осіб, у тому числі 18,2 % дітей у віці до 18 років та 10,1 % осіб у віці 65 років та старших.
Цивільне працевлаштоване населення становило 763 особи. Основні галузі зайнятості: освіта, охорона здоров'я та соціальна допомога — 30,8 %, виробництво — 13,5 %, роздрібна торгівля — 11,3 %, будівництво — 10,0 %.